# Thutmose (sochař)

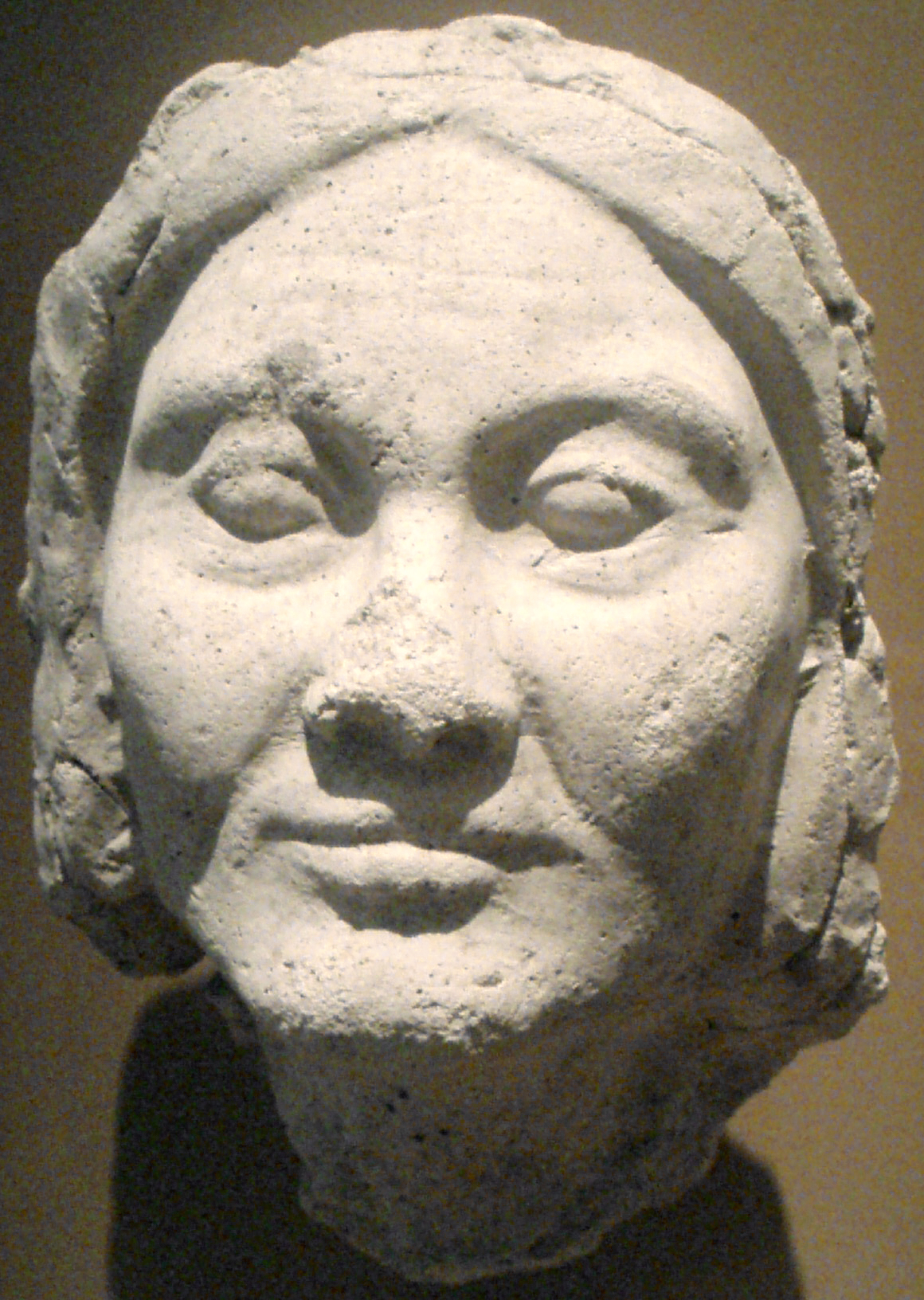
Plastika starší ženy

Thutmose (též Djhutmose nebo Thutmosis) byl pravděpodobně oficiální dvorní sochař egyptského faraóna Achnatona (Amenhotep IV., 18. dynastie) v pozdní době jeho panování v Achetatonu (cca 14. století př. n. l.). Jeho jméno a titul („Thutmose, milovaný dobrým Bohem, dohlížitel děl a sochař“) jsou doloženy na fragmentu ze slonoviny, který se nachází v Egyptském muzeu v Berlíně.
Thutmose je známý díky objevu jeho sochařské dílny a soch a bust, které zde našel Ludwig Borchardt, z nichž nejznámější je busta Nefertiti. Německá archeologická expedice zkoumala opuštěné město Achetaton a na začátku prosince v roce 1912 našla zničený dům a studiový komplex, který dle nalezených důkazů byl označen jako Thutmosův ateliér. Našlo se přes dvě desítky odlitků tváří, mezi nimi i odlitky faraonovy rodiny, včetně samotného faraona Achnatona. Pár kousků, jež se našly v dílně, zobrazuje podobizny starších šlechtičen a jsou vzácností v staroegyptském umění, které častěji ženy vylíčilo zidealizované, vždy mladé, štíhlé a krásné. Náboženská reforma, která panovala za Achnatona, se dotkla i umění, které s náboženstvím úzce souvisí. Nastalo uvolnění, obličeje se nemalovaly už jen z „egyptského“ profilu, ale i zpředu. Jedna z plastik tváří představuje starší ženu s vráskami v koutcích očí a kruhy pod nimi a s hlubokými vráskami na čele. Nejspíše to byla myšlenka zobrazit ženu jako starší a moudřejší. Malá socha stárnoucí Nefertiti, která byla také nalezena v dílně, zobrazuje její silná stehna, zaoblené, svěšené břicho (porodila několik dětí), možná jako symbol plodnosti.
Postava umělce Thutmose se objevila i v historickém románu Mika Waltariho Egypťan Sinuhet.

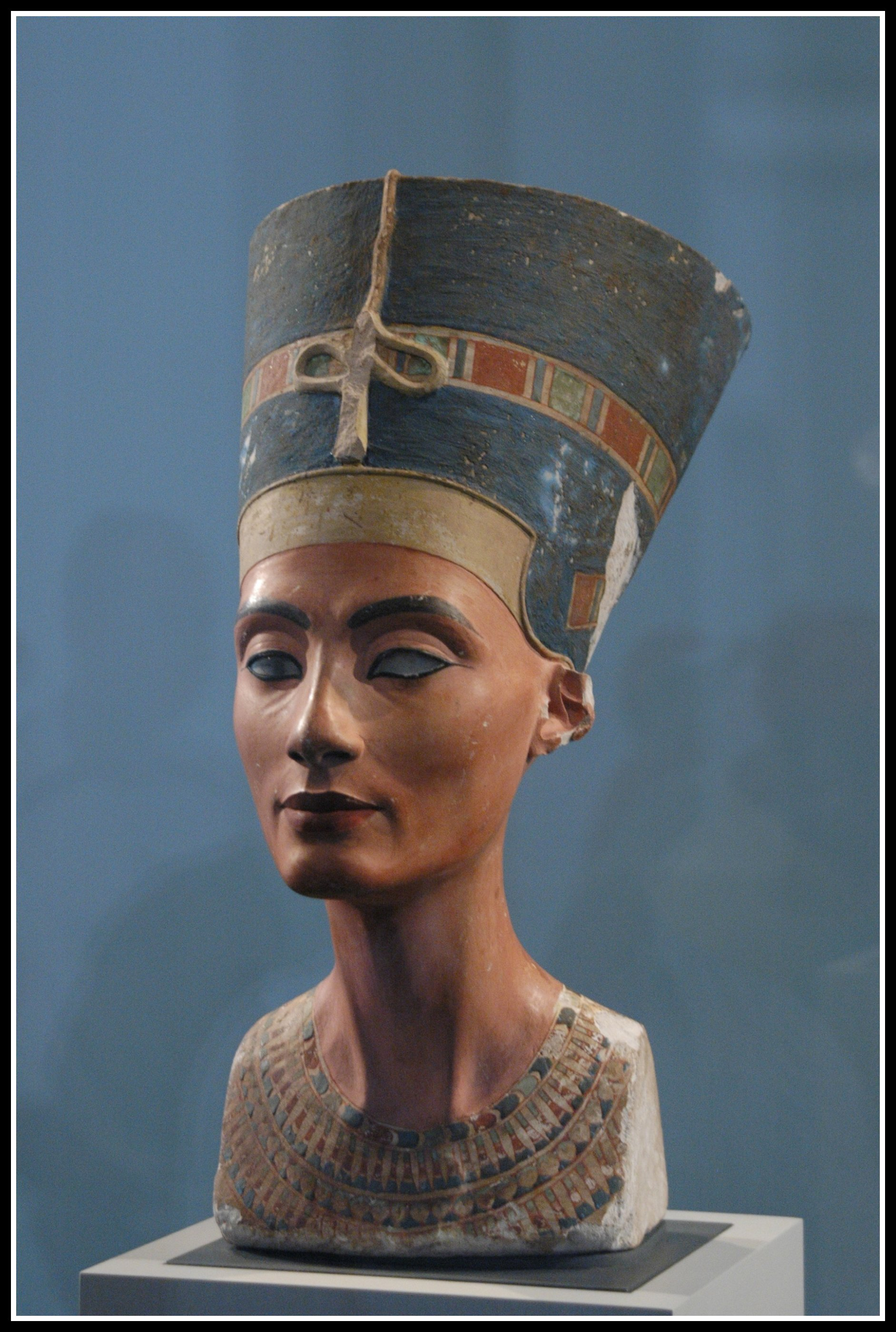
Busta Nefertiti

Ukázky prací je možno si prohlédnout v egyptském muzeu v Berlíně, káhirském muzeu a Metropolitním muzeu umění v New York City.